# Ministerium für den öffentlichen Dienst, Transport und Telekommunikation Osttimors
Das Ministerium für den öffentlichen Dienst, Transport und Telekommunikation Osttimors (tetum Ministru Obras Públikas, Transportes no Komunikasaun; portugiesisch Ministro das Obras Públicas, Transportes e Comunicações, MOPTC) ist die osttimoresische Regierungsbehörde für die Infrastruktur des Landes. Die Leitung obliegt dem Minister für den öffentlichen Dienst, Transport und Telekommunikation des Landes. Der Hauptsitz befindet sich in der Landeshauptstadt Dili im Suco Caicoli am Kreisverkehr Francisco Xavier do Amaral.
Seit der VIII. Regierung ist das Ressort wieder auf zwei Ministerien aufgeteilt, das Ministerium für den öffentlichen Dienst (MOP) und das Ministerium für Transport und Kommunikation (MTC).

## Aufgaben

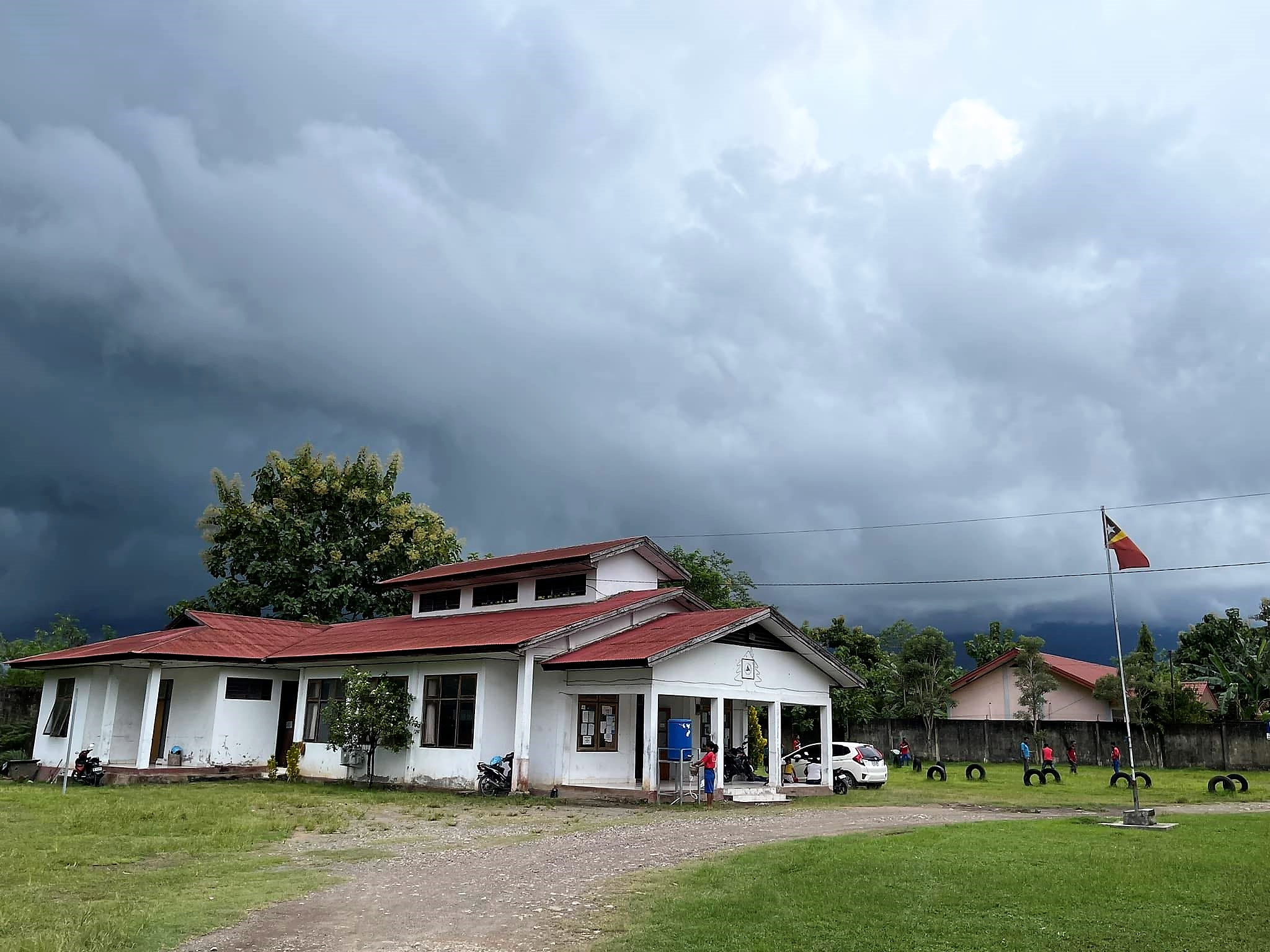
Regionalsitz des Nationaldirektorats für Landverkehr in Maliana

Das Ministerium ist die zentrale Regierungsstelle, für die Gestaltung, Durchführung, Koordinierung und Bewertung der vom Ministerrat festgelegten und genehmigten Politik in den Bereichen öffentlicher Dienst, Wohnungsbau, Wasserversorgung, Abwasserentsorgung, Elektrizität, Verkehr und Kommunikation. Der Minister schlägt dem Ministerrat Maßnahmen vor und setzt diese dann um. Im Detail ist das Ministerium zuständig für den rechtlichen und ordnungspolitischen Rahmen für die Bauindustrie, die Forschung zu Baumaterialien, den Bau und Instandhaltung von Straßen und Brücken, den Küsten- und Hochwasserschutz, das Wasser- und Abwassernetz sowie der Erhaltung der Wasserressourcen, den Bau und der Instandhaltung öffentlicher Gebäude, Denkmäler und der dem Ministerium zugehörigen Anlagen, der Genehmigung und Kontrolle aller städtischen, kommunalen und privaten Bauvorhaben, der Festlegung von technischen Normen und Vorschriften für Baumaterialien und der Prüfung der Sicherheit von Gebäuden, inklusive der Prüfung der Infrastruktur nach Überschwemmungen, die Koordinierung im Bereich erneuerbare Energien, die Regulierung der Akteure im Bereich Stromerzeugung in Abstimmung mit anderen Ministerien, den Ausbau und die Regulierung der Kommunikationsmittel, die Koordinierung desVerkehrssektors und des Zusammenspield der verschiedenen Verkehrsmittel und ihre Wettbewerbsfähigkeit zum Wohle des Nutzer, technische Normen und Vorschriften für die Nutzung der öffentlichen Kommunikationsdienste, Sicherstellung der Bereitstellung öffentlicher Telekommunikationsdienste und der Nutzung des funkelektrischen Raums durch öffentliche Unternehmen oder durch die Vergabe öffentlicher Dienstleistungen an private Einrichtungen und die Aufrechterhaltung und Ausbau der nationalen Systeme zur Wetter- und Erdbebeninformation und -überwachung, einschließlich des Aufbaus und der Instandhaltung der entsprechenden Infrastruktur, sowie Förderung und Koordinierung der wissenschaftlichen Forschung und technologischen Entwicklung in den Bereichen des zivilen Land-, Luft- und Seeverkehrs.

## Untergeordnete Behörden
Dem Ressort untergeordnete Behörden sind die Hafenbehörde Osttimors (APORTIL), die Behörde für Flughäfen und Luftüberwachung (ANATL), die Zivilluftfahrtbehörde (AACTL), die Behörde für Kommunikation (AANC) und das Instituto de Gestão de Equipamentos e Apoio ao Desenvolvimento de Infrastruturas (Institut für Ausrüstungsmanagement und Unterstützung der Infrastrukturentwicklung IGEADI), bis 22. November 2022 Instituto de Gestão de Equipamentos (Institut für Geräteverwaltung IGE). Dazu kommt die Oberhoheit über den Stromversorger Electricidade de Timor-Leste (EDTL), die Behörde für Elektrizität (ANE), die staatlichen Wasserwerke Bee Timor-Leste (BTL) und die Nationale Behörde für Wasser und Abwasser (ANAS).

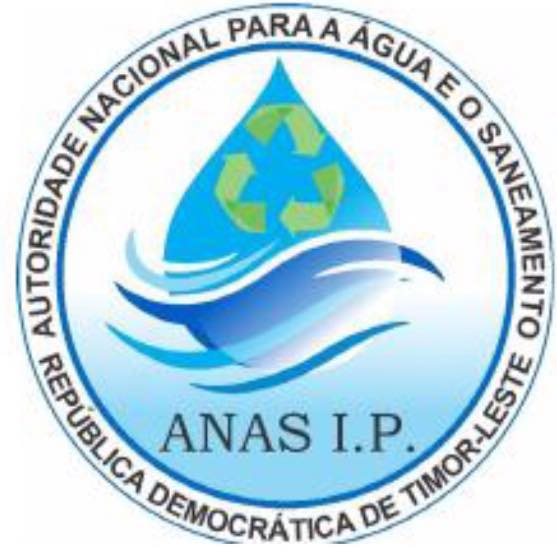
Autoridade Nacional para Água e Saneamento ANAS
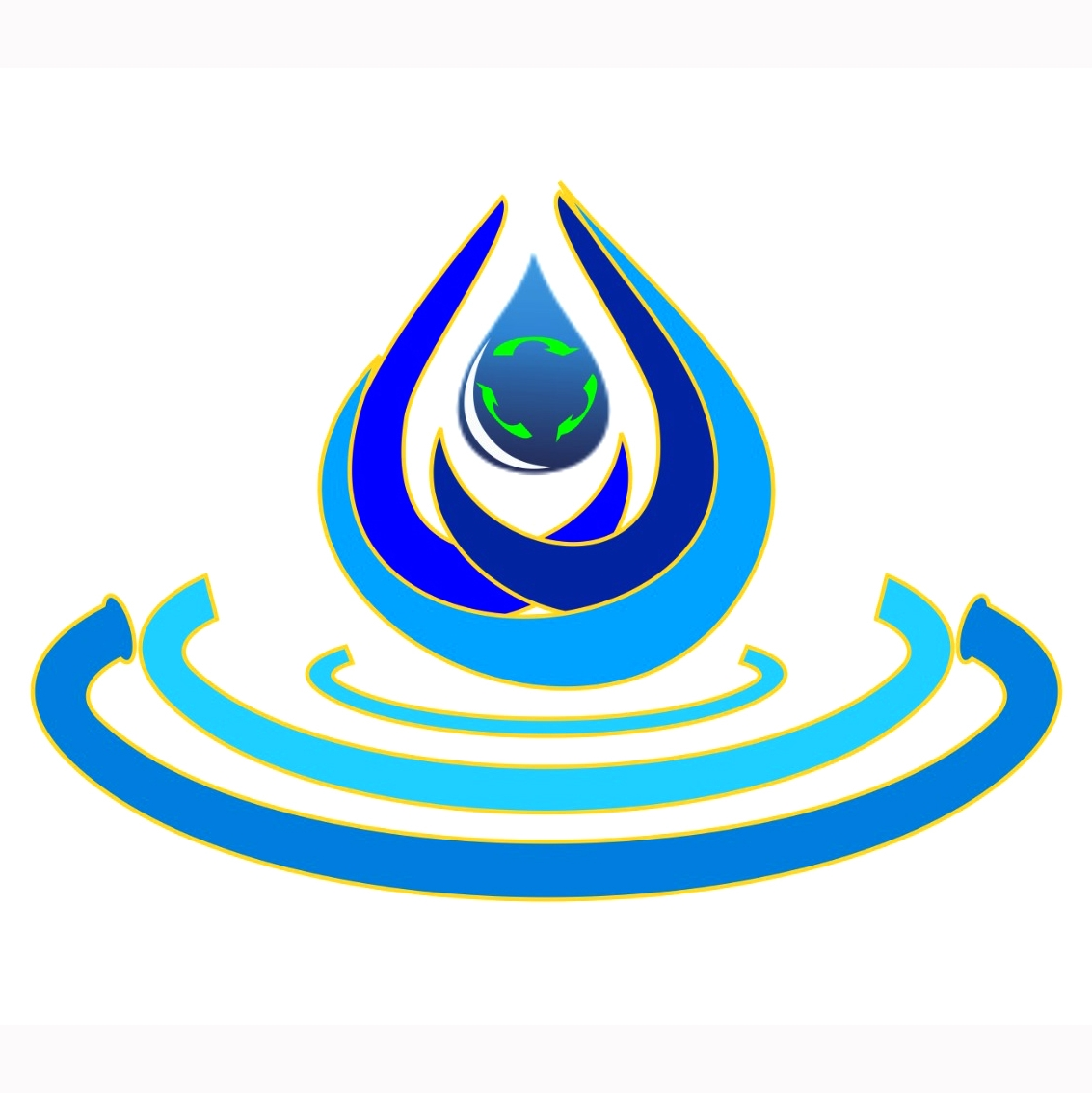
Bee Timor-Leste BTL
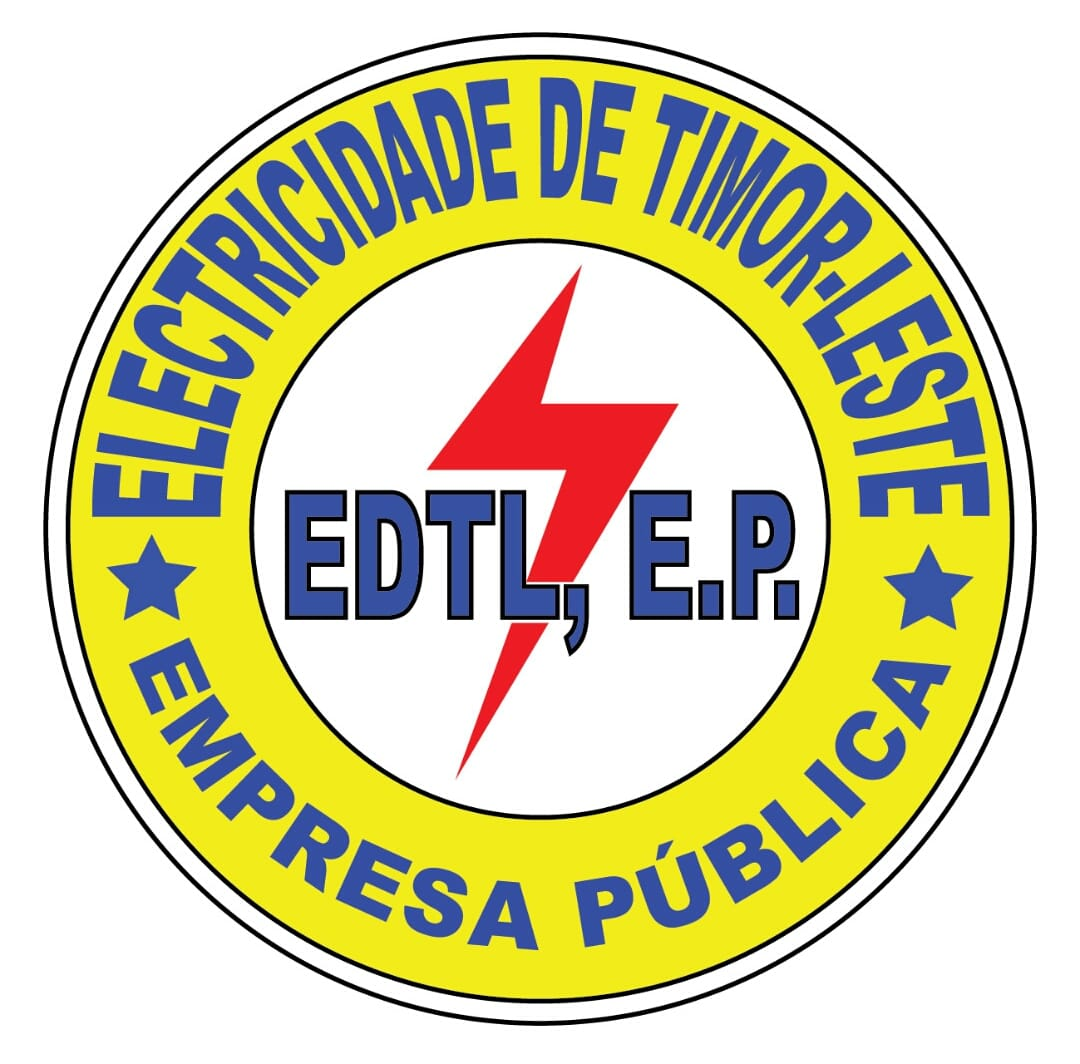
Electricidade de Timor-Leste EDTL
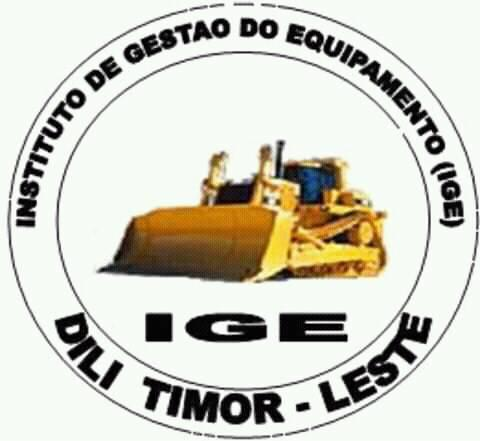
Instituto de Gestão de Equipamentos IGE (alt)
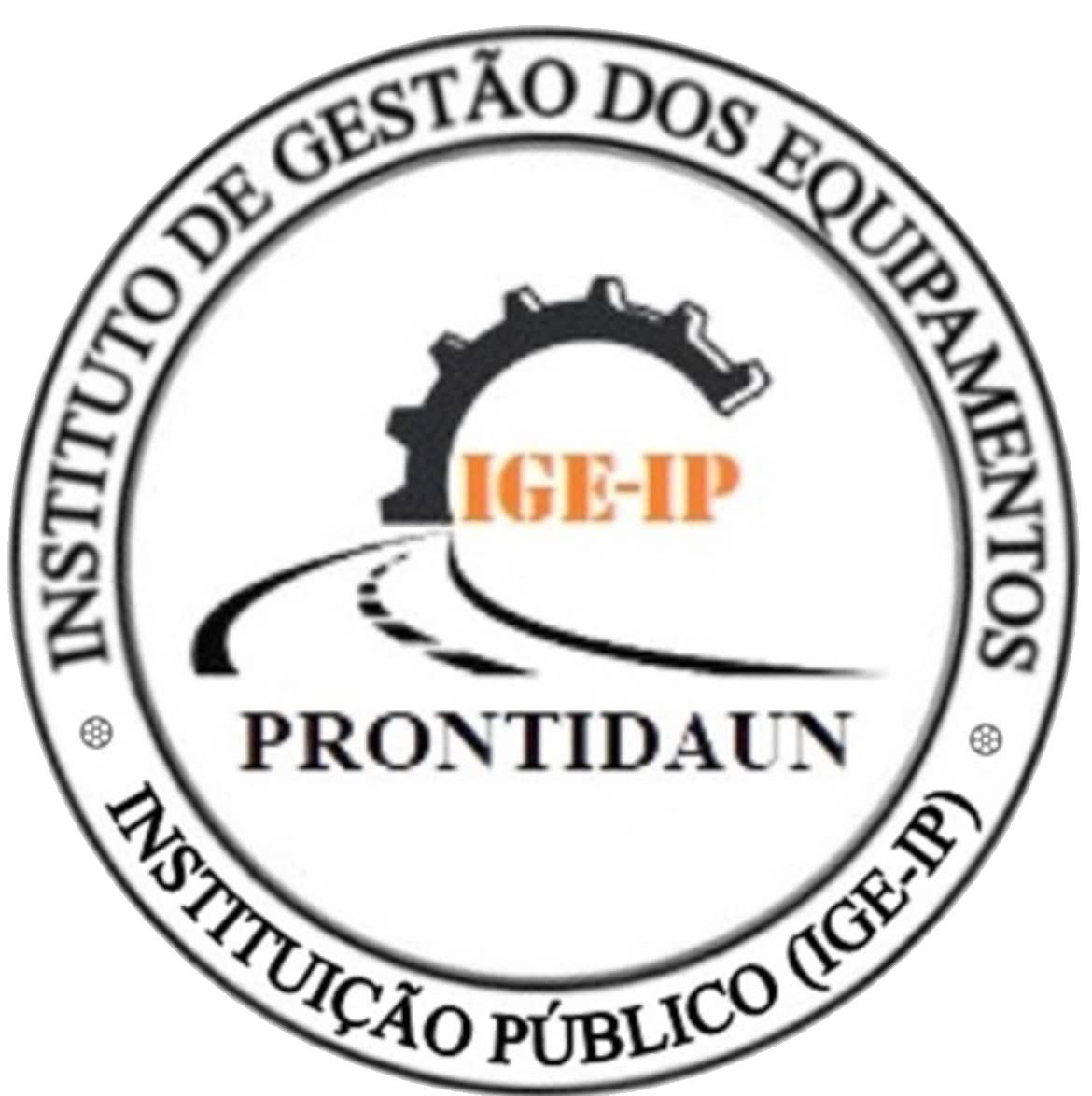
Instituto de Gestão de Equipamentos IGE (2022)
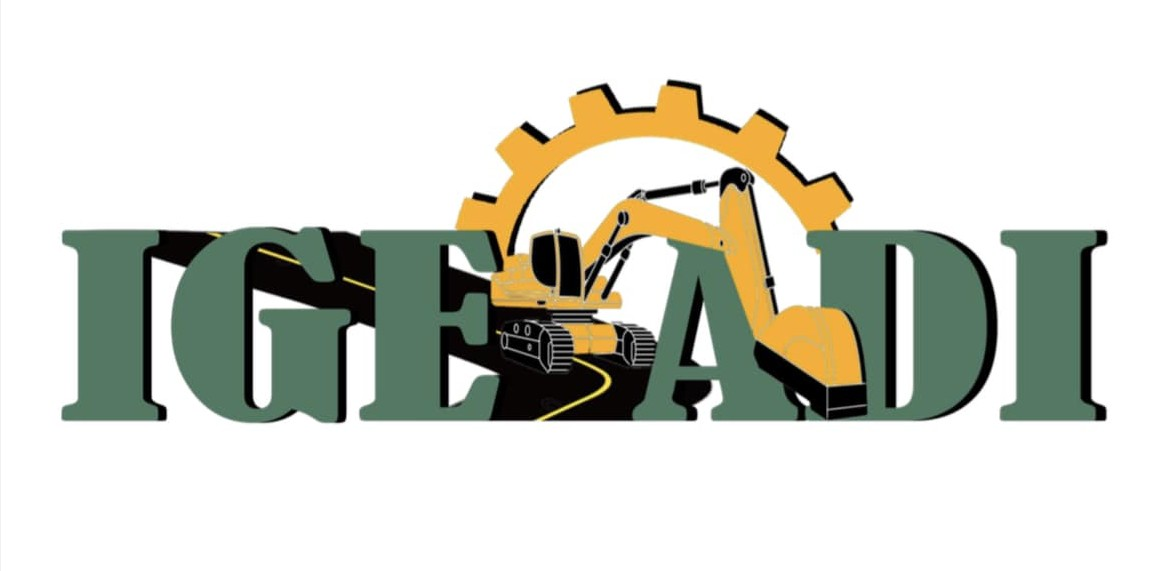
Instituto de Gestão de Equipamentos e Apoio ao Desenvolvimento de Infrastrutura IGEADI (seit 2022)

## Ressortaufteilung in den verschiedenen Regierungen

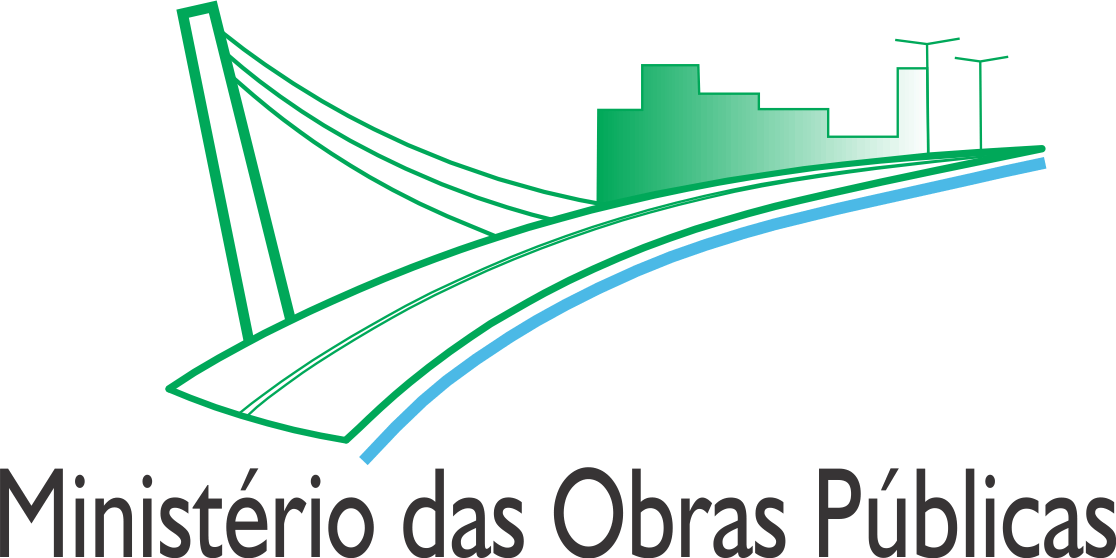
Logo des Ministeriums für den öffentlichen Dienst

Im Kabinett von 1975 und der I. Übergangsregierung waren die Infrastrukturressorts in einem Ministerium vereinigt. In der II. Übergangsregierung waren Verkehr und Kommunikation von Wasser und staatliche Bauvorhaben in unterschiedliche Ministerien abgetrennt. In der I. konstitutionellen Regierung wurden bei der Umbildung 2006 die staatlichen Bauvorhaben vom ursprünglichen Ministerium für Verkehr, Kommunikation und staatliche Bauvorhaben abgetrennt. Diese Aufteilung wurde in der II. und III. beibehalten. In der IV. Regierung wurden die Bereiche wieder im Ministerium der Infrastruktur vereinigt. Die V. Regierung trennte das Ressort wieder in ein Ministerium für den öffentlichen Dienst und ein Ministerium für Transport und Kommunikation, die VI. hatte nur einen Minister für den öffentlichen Dienst, Transport und Telekommunikation und in der kurzlebigen VII.  verschwand das Ressort als Namensgeber für ein Ministerium gänzlich. Stattdessen gab es in dem Bereich drei Vizeminister.
In der VIII. Regierung war der Minister für den Öffentlichen Dienst für die Infrastruktur von Wasser, Abwasser und Elektrizität sowie Stadtplanung und Wohnungsbau verantwortlich. Auch die Durchführung der Bauarbeiten, die für den Schutz, die Erhaltung und die Instandsetzung von Brücken, Straßen, Fluss- und Meeresküsten und den Hochwasserschutz fallen in seinen Bereich. Dem Ministerium untergeordnet sind das IGE, die EDTL, die ANE und die ANAS. Der Minister für Transport und Kommunikation ist für den zivilen Land-, Luft- und Seeverkehr und Telekommunikation zuständig. Dazu gehören auch die meteorologischen und seismischen Informations- und Überwachungssysteme. Ihm unterstehen APORTIL, ANATL, AACTL und AANC.
Die IX. Regierung führte einen Staatssekretär für Elektrizität, Wasserversorgung und Abwasserentsorgung ein.
- Nationale Direktorate

"Nationale
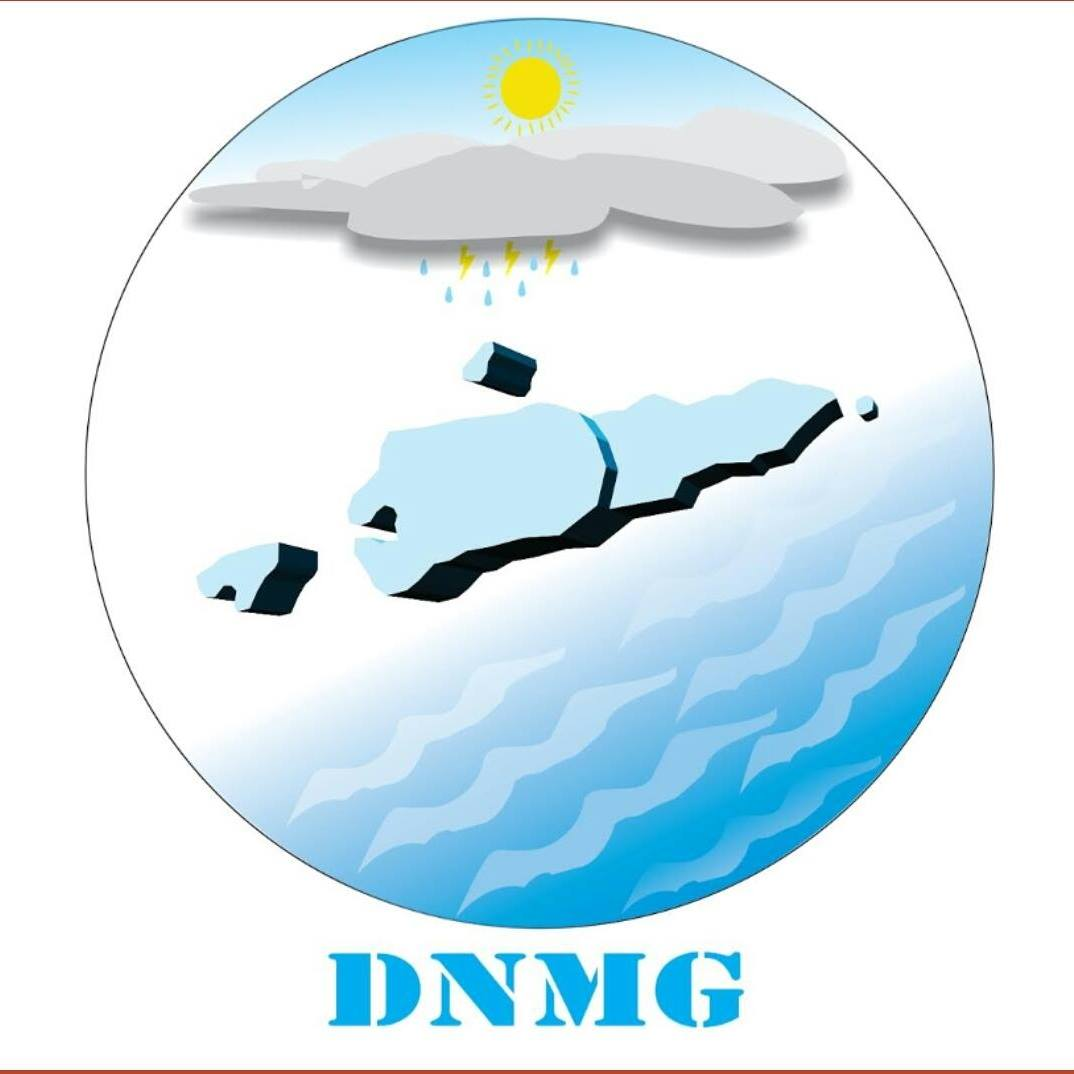
Direção Nacional Metereologia e Geofisica DNMG
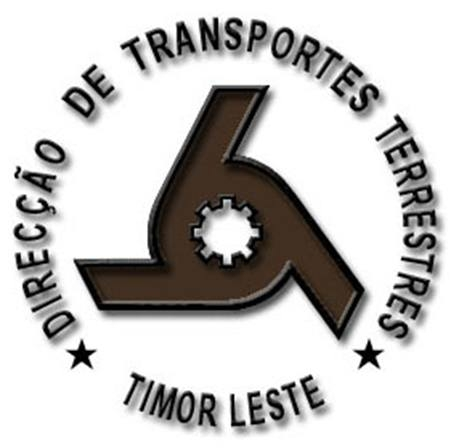
Direção Nacional de Transportes Terrestres DNTT